# Old Etonians Football Club
L'Old Etonians Football Club è una squadra di calcio inglese i cui calciatori sono ex studenti dell'Eton College, ad Eton, Berkshire. Militano attualmente nella Arthurian League Premier Division

## Storia

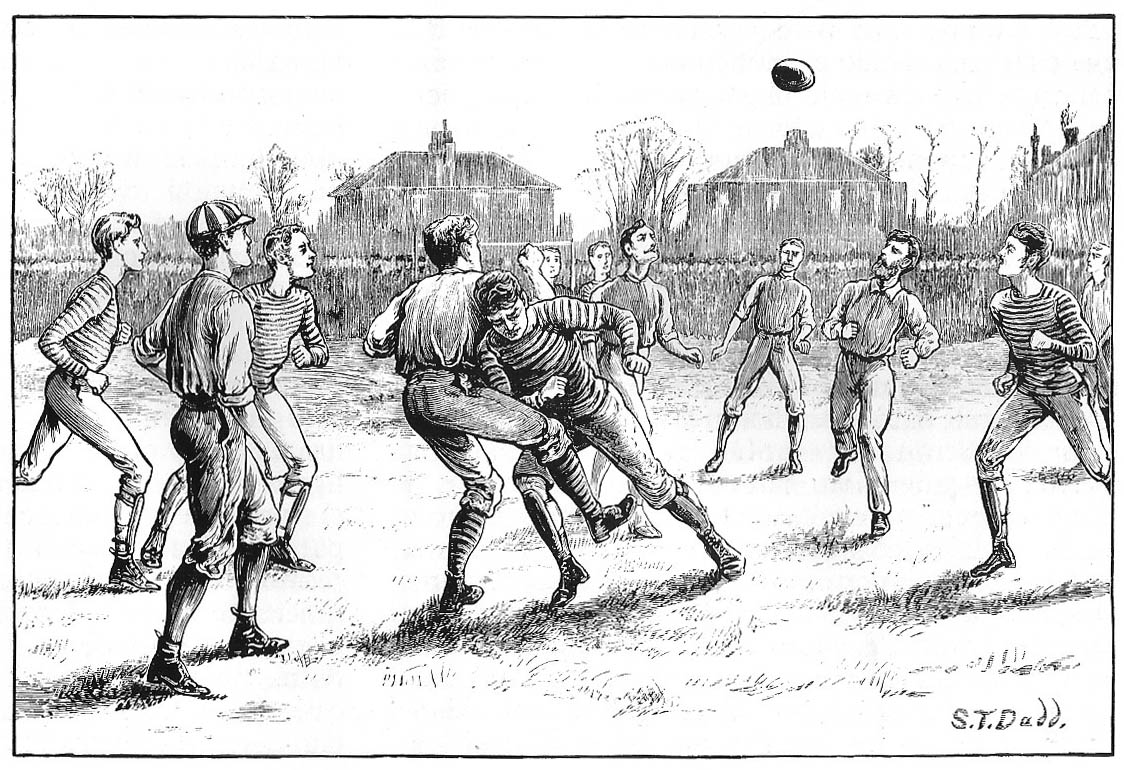
Old Etonians v.

L'Old Etonians venne fondato nel 1871
Gli Etonians parteciparono alla FA Cup per la prima volta nel 1873-1874. La stagione successiva , il club raggiunse la finale, battendo lo Shropshire Wanderers al Kennington Oval in semifinale. I Countrymen erano senza il loro difensore centrale John Denning, e gli Etonians hanno vinto 1–0.  contro i Royal Engineers è andata al replay. All'epoca i finali venivano cambiati solo dopo ogni gol; la partita originale aveva una brezza tesa, e gli Old Etonians ce l'avevano alle spalle per tutto tranne i cinque minuti in cui i Sappers erano in svantaggio per 1-0.  La legge è stata modificata a causa dell'ingiustizia. Tuttavia, agli Etoniani mancavano diversi giocatori chiave per il replay, tra cui Ottaway e William Kenyon-Slaney , e i Sappers vinsero 2-0. 
Nel 1875-1876, il club raggiunse nuovamente la finale e soffrì nuovamente di infortuni prima del replay finale, con Kinnaird e AC Thompson , tra gli altri, assenti dalla partita originale. Questa volta gli avversari erano i Wanderers, la cui vittoria per 3-0 convinse gli Etonians che i Wanderers erano ancora l'opzione migliore per giocare in Coppa, e gli Old Etonians non parteciparono per i due anni successivi. Il club fu riportato alla ribalta nel 1878 sotto gli auspici di Marindin, che aveva giocato per i Royal Engineers
nel 1878-1879 Gli Etonians hanno battuto i Wanderers 1-0 in finale, vincendo la Coppa per la prima volta.
Gli Old Etonians furono l'ultimo club amatoriale a vincere la FA Cup il 25 marzo 1882 quando batterono il Blackburn Rovers 1–0 all'Oval con un gol di William Anderson . L'anno successivo persero 2-1 ai supplementari contro un altro club di Blackburn, il Blackburn Olympic.
In tutto, raggiunsero la finale sei volte in nove anni tra il 1875 e il 1883, vincendo due volte. Fornirono anche un certo numero di giocatori per la nazionale inglese, di cui tre in una partita contro il Galles nel 1879.
L'ultima partecipazione degli Old Etonians alla FA Cup fu l'edizione 1887-1888.
Gli Old Etonians sono ora membri della Arthurian League e hanno vinto il titolo di Premier Division in due occasioni.

## Palmarès

### Competizioni nazionali
- Coppa d'Inghilterra: 2

1878-1879, 1881-1882

### Altri piazzamenti
- Coppa d'Inghilterra:

Finalista: 1873-1874, 1875-1876, 1880-1881, 1882-1883